# Alwin Nachtweh

Alwin Nachtweh (1898)

Wilhelm Rudolf Arnold Alwin Nachtweh (* 2. Mai 1868 in Lodenitz bei Troppau, Österreichisch-Schlesien; † 17. Juli 1939 in Hannover) war ein deutscher Maschinenbauingenieur und Hochschullehrer.

## Leben
Alwin Nachtweh machte 1887 sein Abitur und leistete anschließend den Militärdienst als Einjährig-Freiwilliger bei der österreichischen Kriegsmarine. Er studierte von 1888 bis 1892 am Eidgenössischen Polytechnikum Zürich, danach arbeitete er von 1892 bis 1896 als Konstrukteur in Zürich (Schweiz), von 1895 bis 1900 lehrte er als Dozent für landwirtschaftliche Maschinen am Eidgenössischen Polytechnikum, wo er 1898 habilitiert wurde. Zeitweise gleichzeitig war er ab 1898 Privatdozent für landwirtschaftliches Bauwesen und ab 1900 als ordentlicher Professor an der Universität Halle.
1903 wurde er in Braunschweig zum Dr.-Ing. promoviert. Von 1901 bis 1904 hielt er Vorlesungen an der Georg-August-Universität Göttingen. Im Jahr 1906 wurde er zum Mitglied der Leopoldina gewählt. Von 1905 bis 1914 war er der erste etatmäßige Professor für spezielle „Mechanische Technologie“ (Werkstofftechnik und Materialwissenschaften), Maschinenzeichnen und landwirtschaftlichen Maschinenbau an der Technischen Hochschule Hannover. Unter Nachtweh wurden seit 1908 weitere Fachgebiete, wie beispielsweise die „Geschichte des Maschinenwesens“, an diesen Lehrstuhl angegliedert. Von 1915 bis 1918 leistete er während des Ersten Weltkriegs aktiven Heeresdienst. Schon 1917 wurde er zum Geheimen Regierungsrat ernannt. 1920 wurde er Mitglied der Burschenschaft Germania Hannover.
Im November 1933 unterzeichnete Nachtweh das Bekenntnis der deutschen Professoren zu Adolf Hitler. Seine Emeritierung erfolgte zum 1. April 1935.